# Domanovszky Ákos
Domanovszky Ákos András Henrik (Pozsony, 1902. október 28. – Budapest, 1984. április 9.) könyvtáros.

## Életpályája
Budapesten és Münchenben végzett jogi tanulmányai után 1925-ben doktorált. 1924–1926 között a József Műegyetem Közgazdasági Osztályának tanársegéde volt. 1926-ban az Országos Könyvforgalmi és Bibliográfiai Központ önkéntes gyakornoka, valamint a budapesti Egyetemi Könyvtár gyakornoksegéde volt. 1927–1931 között az Egyetemi Könyvtár könyvtári segédőre, 1931–1935 között könyvtári őre volt. 1928–1929 között Berlinben folytatott könyvtári tanulmányokat. 1935–1942 között a pécsi Erzsébet Tudományegyetem könyvtárának igazgatója volt. 1942–1945 között ismét a budapesti Egyetemi Könyvtár igazgatói címmel felruházott főkönyvtárosa, majd 1945–1972 között igazgató-helyettese volt. 1972-ben nyugdíjba vonult.

### Munkássága
Pécsi évei alatt befejezte a Fitz József által 1930-ban megkezdett reformokat. Budapesten a könyvtár feldolgozó munkáját irányította nagy hozzáértéssel. Vezetésével indult el az Egyetemi Könyvtár katalógusrendszerének korszerűsítése. A katalogizálásnak nemzetközi hírű szaktekintélye volt, számos tanulmánya jelent meg ebből a tárgyból.

## Családja
Szülei: Domanovszky Sándor történész (1877–1955) és Kastenhofer Berta voltak. Domanovszky Endre (1907–1974) festőművész és Domanovszky György (1909-1983) művészettörténész testvére. 1930. szeptember 27-én Kielben házasságot kötött Küchler Ilse Auguszta Carona Ottilia-val.
Sírja a Farkasréti temetőben található (19/3-1-50/51).

## Művei
- A könyvtári címleírás irányelvei és a testületi szerző (Budapest, 1959, németül: Koppenhága, 1960)
- A leíró katalogizálás tárgyszavai (Budapest, 1966)
- A nemzetközi szabványasított könyvszámozás (ISBN) ismertetése és javaslat bevezetésére Magyarországon (Budapest, 1972)
- Functions and Objects of Author and Title Cataloguing. A Contribution to Cataloguing Theory (Budapest, 1974)